# Fixin’ to Die
Fixin’ to Die – utwór skomponowany przez Bukka White’a i nagrany przez Boba Dylana na jego pierwszym albumie Bob Dylan w listopadzie 1961. Oryginalny tytuł – „Fixin' to Die Blues”.

## Historia utworu
"Fixin' to Die Blues” jest kompozycją bluesmana Bukka White’a, starszego kuzyna B.B. Kinga. Po raz pierwszy nagrał go w Chicago 8 marca 1940 dla firmy Vocalion.
Washington „Bukka” White (ur. 1906, zm. 1977) grał na stalowej gitarze marki National. Wypracował swój specyficzny, perkusyjny styl gry. Gitara nastrojona była na akordzie G.

## Wersje Boba Dylana
Prawdopodobnie Bob Dylan był pierwszym, który sięgnął po ten utwór i wprowadził go do swojego repertuaru.
Dylan nagrywał ten utwór na początku lat 60. XX wieku kilkakrotnie, a wykonywał zapewne częściej.
Po raz pierwszy utwór został prawdopodobnie wykonany podczas pierwszego koncertu Dylana w Carnegie Recital Hall 4 listopada 1961. Słuchało go zaledwie 50 osób.
20 listopada 1961 nagrał ten utwór podczas pierwszej sesji do swojego debiutanckiego albumu Bob Dylan i blues ten został wybrany przez Johna Hammonda na album.
23 listopada 1961 wśród kilkunastu piosenek nagranych w domu Eve i Maca McKenziech była także „Fixin' to Die”. Nagrania te znajdują się na tzw. Pierwszej taśmie McKenziech.
13 stycznia 1962 Dylan nagrał „Fixin' to Die” dla programu Cynthii Gooding w radiu WBAI w Nowym Jorku. Emisja tego utworu (wraz z innymi nagranymi wówczas) nastąpiła 11 marca w audycji „Folksinger's Choice”.
Wersja albumowa Dylana jest wykonana na gitarze nastrojonej modalnie na „otwartym” akordzie D. Dla podkreślenia ciężkiego nastroju tego bluesa Dylan stosuje technikę ślizgową (ang. slide) niemal wyłącznie na strunach basowych.

## Wersje innych wykonawców
- Dave Van Ronk nagrał „Fixin' to Die” na swoim albumie z 1969 r. Inside Dave Van Ronk.
- Joe MacDonald z grupy Country Joe and the Fish wykorzystał ten utwór do swojej antywojennej wersji znanej pod tytułem „Fixin' to Die Rag”, którą wykonał na Festiwalu w Woodstock.
- Znakomite trio folkowo-bluesowe – John Koerner, Dave Ray i Tony Glover – nagrało tego bluesa na świetnym albumie Lots More Blues, Rags & Hollers w 1964 r.
- W 1965 r. nagrała go na swojej płycie Many a Mile Buffy Sainte-Marie.
- Grupa Led Zeppelin wykorzystywała fragmenty tego bluesa w koncertowym wykonaniu utworu „Whole Lotta Love”, co zostało udokumentowane na albumie Led Zeppelin BBC Sessions.
- W 1994 r. umieścił go na swoim albumie Strange Voices Col. Bruce Hampton.
- W 2002 r. nagrał swoją wersję, zatytułowaną „Funny in My Mind (I Believe I'm Fixin' to Die)” Robert Plant i umieścił na albumie Dreamland.